# Francisco de Assis Morais
Francisco de Assis Morais (Campinas (GO), 4 de outubro de 1884 — 7 de julho de 1972) foi um político brasileiro que serviu como deputado estadual de Goiás e intendente municipal de Silvânia.
Ele e sua família foram responsáveis pela maioria das terras doadas para a fundação de Goiânia. Sua família exercia funções ruralistas na região onde a capital é localizada. Seu irmão, Andrelino Rodrigues de Moraes, foi o doador da maior parte das glebas para a construção da cidade. Francisco foi o intendente municipal (equivalente a prefeito) de Bonfim (agora Silvânia) entre 1915-1919. Ele foi eleito como deputado entre 1921-1925.

## Carreira política

### Intendência de Silvânia
Francisco começou sua carreira sendo eleito como intendente municipal de Bonfim em 1915, deixando o cargo em 1919. Durante a sua intendência o primeiro jornal de Silvânia, "A Inúbia", foi criado em 1917. Francisco foi também responsável pela construção do prédio onde está atualmente localizada a biblioteca municipal, que foi também o primeiro prédio a ser feito de tijolos em Silvânia. Este prédio era originalmente a sede do primeiro grupo escolar da cidade. Eventualmente este grupo virou o Grupo Escolar Moisés Santana. Originalmente o grupo escolar era constituido por oito escolas, quatro masculinas e quatro femininas. Uma delas chamada Escola Intendente Assis em sua homenagem.  

### Deputado estadual e Goiânia
Em 1920 foi eleito como deputado estadual representado Bonfim na 9.ª Legislatura como parte do Partido Democrata. Seu partido dominou as eleições, sendo todos os 24 deputados estaduais do PD, e todos os 12 senadores estaduais também do mesmo partido. 
Após ser eleito em 1920, acusou o seu adversário, Abel Gomes Pinto, de voto de cabresto. De acordo com Francisco, seus adversários utilizaram homens armados para influenciar votos. Americano do Brasil, amigo de Pinto, que também foi acusado, negou as acusações de Francisco no jornal Correio Oficial de Goyaz, dizendo que:
| “ | "Não necessitava reunir pessoas armadas para vencer." , e que "...nenhuma animosidade existia entre os dois grupos." | ” |

Francisco tomou posse no cargo, alguns meses depois em 1921 onde permaneceu até o fim de seu termo em 1925.  Seu irmãos, José Rodrigues de Moraes Filho, foi senador estadual e Octáviano Rodrigues de Moraes, foi deputado estadual na mesma legislatura .
Em 1933, junto com seu Irmão Andrelino Rodrigues de Moraes, doou terras para a construção de Goiânia. Ele ajudou na fundação da cidade por suas várias doações monetárias e de glebas. Ele morreu no dia 7 de julho de 1972, com 87 anos de idade, sendo sepultado às 18:00 do horário local no Cemitério de Santana.

### Outras Ocupações
Foi Secretário da Intendência de Arraias durante a prefeitura de João de Abreu. Também foi oficial da secretaria do conselho interinamente. Ocupou ambos cargos até 1930.
Foi um diretor fiscal da Sociedade Goiana de Geografia e Historia, Uma sociedade criada por Henrique Silva e Antônio americano do Brasil.
Era coronel da guarda nacional.
Era um dos principais agricultores da região de Bonfim, criando fumo e borracha.

## Família e Ancestrais
Neto de Capitão Alexandre Rodrigues de Moraes. Foi casado com a Maria Nazareth de Moraes, filha do Capitão da guarda nacional, José Gomes Louza, tendo 3 filhos, José de Assis Moraes, José Helio, incluindo Tereza Moraes Bacellar, socialite brasiliense e esposa de Dorival Bacellar, alto-funcionário do Banco do Brasil.

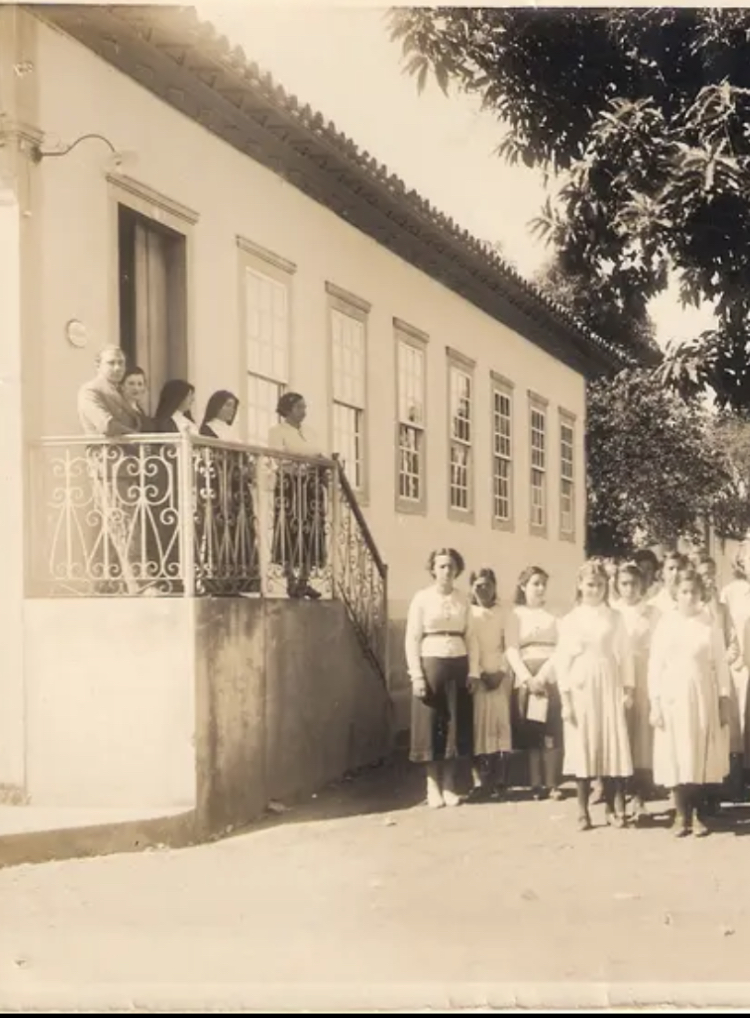
Casarão de Francisco de Assis Morais em Bonfim

Além de o seu irmão, Andrelino e José Rodrigues de Moraes Filho, a família Moraes tem uma longa história de influência na região. Ao longo da história a família deu personagens como Theodoro Rodrigues de Moraes, Jerônimo Rodrigues De Moraes Jardim, e João Bonifacio Gomes de Siqueira. Francisco de Moraes também era tataraneto da Dona Feliciana Antônia Curado, irmã de Dom Joaquim Xavier Curado.

## Homenagempost-mortem
Após a sua morte e de sua esposa em 1972,  a Assembleia Legislativa de Goiás homenageou-o com um voto de luto. O voto foi da autoria do deputado estadual Issy Quinan. 
Carta enviada pelo deputado Jesus Meirelles a filha de Francisco, Tereza de Moraes;
| “ | Prezada senhora, Comunico a V. Sa. que esta Assembleia aprovou o requerimento nº 327, de autoria do senhor deputado Issy Quinan, solicitando a consignação, em ata dos trabalhos legislativos, de um voto de pesar pelo falecimento do Sr.Francisco de Assis Moraes e de sua esposa Dª Maria Nazareth Moraes, ocorrido nesta capital. Apresento a V. Sa. e a toda a família enlutada, em nome deste Poder e em meu próprio, condolências por esse infausto Acontecimento. Cordiais Saudações, Deputado Jesus Meirelles. | ” |